# Opera
Opera（オペラ）は、ノルウェーのソフトウェア開発会社、オペラ・ソフトウェア （Opera Software ASA）によって開発されているウェブブラウザである。法人としてのオペラ・ソフトウェアは、2016年7月、中国の奇虎360に6億米ドルで売却され同社の傘下に入った。

## 概要
クロスプラットフォームなソフトウェアとして開発されており、デスクトップ版はWindowsやmacOS、Linuxなどのオペレーティングシステムに対応している。また、携帯機器・デジタル家電などへの組み込みにも適しており、2000年代にはニンテンドーDSやWiiなどの各種ゲーム機、ハイビジョンテレビ、携帯電話（フィーチャーフォン）などに幅広く採用された。スマートフォン・タブレット（Android・iOS）向けの製品も提供されている。

## デスクトップ版
コンピュータ用Operaの対応OSはBeOS、Linux、FreeBSD、Solaris、macOS (Intel Mac) と16ビット及び32ビットのWindowsの各オペレーティングシステム。バージョン12より、64ビット版 (Windows, Mac OS X) を提供していたが、バージョン15以降HTMLレンダリングエンジンの変更に伴い廃止された。

### バージョン12以前（Elektra/Prestoエンジン）

#### タブブラウジング
単一ウィンドウ上でタブの切り替えを行うことで複数のWebページを閲覧できるタブブラウザの、草分け的存在である。
厳密にはタブ方式ではなくMDI方式を採用しているが、バージョン8から他のタブブラウザに近い表示形式（各タブに閉じるボタンが表示される）がデフォルトで採用されている。どちらの場合も開いているタブ（子ウィンドウ）を並べたり重ねたりして同時に表示したり、タブを別のウインドウへ移動したりするなど、さまざまな使い方が出来るようになっている。そのため任意の操作で開かれるポップアップウインドウを素早く表示したり、ウインドウのリサイズを行ったりというJavaScriptによるさまざまなウインドウ操作にも対応している。
またタブにマウスカーソルをポイントするとページの縮小画像（サムネイル）がポップアップする機能や、閉じたタブの一覧を表示し再度呼び出せるボタンもある。近年Internet Explorer 7以降やFirefoxなどタブブラウジングに対応したブラウザが大きなシェアを占めるようになったが、タブブラウジングに関するOperaの独自性は薄れていない。

#### 独自エンジン
NetscapeやInternet Explorerを始めとした多くのブラウザは、初期にNCSA Mosaicを受け継ぐ形で開発されたのに対し、Operaは最初のリリースから独自に開発されてきた。このためNetscape/Mozilla、Internet Explorerに続く「第3のブラウザ」と呼ばれることがある。
後述するように、Acid2への合格などW3Cの勧告に準拠するよう努力した製品であるが、同時に他製品との互換性に配慮している部分も多い。例えば、Internet Explorerに特化して記述されたサイトにも、限定的にではあるものの対応できるようになっている（ActiveXやVBScriptなどには非対応）。
また、ウェブスタンダードプロジェクトが作成したAcid2をVer.9β版のWindows版Weekly buildで2006年3月10日にクリアしている。バージョン9.5（開発コードネーム：Kestrel）ではレンダリングエンジンを大幅に改良し、CSS3やSVGのサポートの向上、ECMAScript4準拠の新しいJavaScriptエンジンを搭載して、標準勧告に準拠していないWebページも適切に表示しつつ、全体の動作スピードの高速化を図った。さらにその後のバージョン10（開発コードネーム：Peregrine）ではAcid3テストをクリアし、さらなる機能追加や改善をした。
メジャーバージョンアップのたびにウェブ標準やInternet Explorerとの互換性を向上させているが、ウェブサイト側でユーザーエージェントなどを判別してメジャーなブラウザのみに対象を絞っていることが原因で、表示に問題が出たり正常に機能しない場合がある。Operaはユーザーエージェントの偽装が可能だが完全に対処できるわけではない。
なお、表示できる文字種に関して、追加面における制限があり、Windows 7でのバージョン12.02（2012年9月現在）日本語版を例に挙げると、デフォルトの環境ではJIS X 0213に当てはまる部分は正常に表示できるものの対応フォントの指定が効かず、したがってデフォルトで表示できない追加面の文字を表示させることができなくなっている。

#### スモール・スクリーン・レンダリング
携帯機器向けOpera（Opera Mobile / Opera Miniなど）に採用されている、小型の画面にレイアウトを乱すことなくPC向けのウェブサイトを表示する独自の技術「スモール・スクリーン・レンダリング」技術を使ったモードがデスクトップ版（バージョン7以降）にも搭載され、携帯電話等での表示をシミュレートすることが可能。また、これを応用した「ミディアムスクリーンレンダリング」が、バージョン8以降に搭載された。このモードは、ウィンドウの幅に合わせてページレイアウトを極力違和感なく自動調整するもので、ウィンドウの幅が狭い場合でも水平スクロールバーを使わずに済むようにできる。

#### インターフェイス
高度なカスタマイズ性
ショートカットキー・マウスジェスチャーやほぼ全てのメニュー内容、ツールバーのボタン、User JavaScriptによる機能の拡張など、カスタマイズ可能な項目が多い。Ver.9以降ではopera:configというアドレスを入力すると開く設定エディタから詳細な設定を変更したり、ドメインごとにセキュリティ設定を行うことも可能になっている。これらのカスタマイズは上級者向けだが、公式コミュニティサイト等で他のユーザーが公開したインターフェースのカスタマイズ（セットアップファイル）をダウンロードし利用することもできる。
スキン / テーマ
使用者が容易に画面デザインや配色設定を変更できる。バージョン12から新たに「テーマ」に対応した。スキンは制作者がボタン・背景などの画像ファイルを全て用意する必要があり、ボタンなどの各UI要素を完全に変更することも可能だが、バージョン12のテーマは背景画像1枚と簡単な設定テキストファイルのみで構成されており、カスタマイズ性は大幅に劣るものの軽量で、UIが不用意に壊されるリスクを排除している。
ショートカットキー
Internet ExplorerやFirefoxなどであればリンク間のフォーカス移動がTABキーによる前後移動に限られるのに対し、OperaではShift + 矢印キーによる上下左右の移動もデフォルトで可能である。Spatial navigationと称される。
カスタマイズにより、標準的なブラウザ操作のほぼすべてを、マウスを使わず片手のみで行えるよう変更可能。
ズーム機能
テキストだけではなく画像も滑らかに拡大・縮小でき、ページ全体のレイアウトを崩すことなくサイズ変更できる。この機能はバージョン2.1（1996年）から実装されており、競合ブラウザが追随するまでは極めてユニークであった（Internet Explorerはバージョン7〈2006年〉から、Firefoxはサードパーティー製アドオンを除けばバージョン3〈2008年〉でようやく実装された）。
マウスジェスチャー
マウスの右ボタンのドラッグによって「戻る」「進む」「新しいウィンドウを開く」などといった操作を行える。バージョン5でいち早く実装された。
バージョン11からは機能が強化され、ボタンを押し続けると操作方法を示すガイドが表示されるようになった。ただしデスクトップ版に関してはタッチパネル特有の操作への対応は進んでいない。
ユーザースタイルシート
Webページが指定するスタイルシートを無視して好みの設定で表示できるモードがある。「作成者モード変換機能」として、テキスト互換、白黒反転、ハイコントラストなど視覚障害対応も標準装備されている。上級者向けだがスタイルシートを編集してサイトの表示を好みに改変することも可能。
スピードダイヤル
バージョン9.20で実装。空白ページにショートカットを表示し簡単にアクセスできる。当初は最大9つのショートカットに限られていたが、バージョン9.50から設定ファイルを編集すればいくつでも増やすことができるようになり、バージョン10ではGUIからの操作で4〜25個に変更できるようになった。バージョン11.50からスピードダイヤルの拡張機能を導入し、ショートカットだけでなく様々な機能を配置できるようになった。
履歴からの全文検索
バージョン9.5で実装。アドレスフィールドのURLオートコンプリートと同じ感覚で履歴内のインライン検索が行える。同時期にリリースされたFirefox 3の「スマートロケーションバー」とほぼ同等の機能。
検索サジェスト機能
バージョン10.60で実装された（当初は隠し機能だった）。アドレスフィールドに「g 検索ワード」と入力すると、Googleの検索予測候補を表示する。BingやWikipediaの英語版などにも対応している。Google ChromeやInternet Explorer 9にも同様の機能がある。最新バージョンでは、IMEの未確定文字にも対応した。

#### 軽快な動作
10年前のパソコンでも動くことを目指して、プログラムコードをある程度小さくまとめることで高機能と軽量化・高速化の両立を図っているため、性能の低いマシンや古いOSを搭載したマシン（Windows 95など）でも比較的高速な動作を実現できる。
メモリキャッシュ機能を搭載しており、戻るボタンを使用する際にHDD上のキャッシュファイルにアクセスすることなく最近表示したページを瞬時に再表示できる。前述のようにPrestoエンジンも高速な動作に寄与しており、世界最速を謳う。

#### その他の特徴
電子メールクライアント等の統合
Operaには電子メールクライアント「Opera Mail」が内蔵されており、Operaでウェブを閲覧しながら瞬時にメール作成・閲覧・送受信が可能になっている（かつてはM2という名称が使われていたが、現在公式サイトにおいてはOpera mailとだけ表記されており、M2という名称は使われていない）。メールメッセージの保存フォーマットはmboxを採用している。
この他、IRCクライアント、ネットニュースリーダー、RSSフィードリーダーの各機能、またVer.9からはBitTorrentクライアント機能やウィジェット機能も搭載されている。BitTorrentクライアント機能に関しては、米BitTorrent社との間で、商標の使用やBitTorrentサーチエンジンへのアクセスなどに関して提携が結ばれている。
ウィジェット
Operaにインストールして使用する小規模なアプリケーション。開発向けツール、時計、音楽プレイヤー、ゲームなど様々なものが提供されている。バージョン9で実装。バージョン10以降はOpera本体と別途で起動できるため、インストールすれば単体のアプリケーションとしての利用も可能である。2012年4月、拡張機能の開発に注力するためウィジェットおよびOpera Uniteを段階的に廃止することを発表。
拡張機能
Operaに機能を拡張するプログラム。Firefox等から遅れる形で2011年のバージョン11より採用された。HTML5やJavaScriptなどの標準技術を用いて作られている。
セキュリティ
普及率が低いためInternet Explorerなどに比べてクラッカーの標的にされにくい面がある。新たに発見されたセキュリティホールへの対処はIEのような修正パッチではなく新しいバージョンで提供されるため、最新の安定版を使うことが推奨される。またバージョンアップのたびにフィッシング詐欺やマルウェアなどへの対策を強化している。
Ver.9.10からは米GeoTrust社との提携とPhishtankのデータベース参照を利用して、リアルタイムでフィッシング詐欺対策を行う機能「Fraud and Malware Protection」（10.60までは「Fraud Protection」）を搭載した。
JavaScriptやプラグインなどの実行設定はメニューから容易に切り替えができるほか、バージョン9からは各サイトごとに個別のセキュリティ設定を簡単に行うことができるようになった。
音声操作
Windows版のVer.8以降では専用のプラグインを導入する事で、音声によるOperaの操作、および英語のテキストトゥスピーチ機能が追加できる。Ver.9.5ではユーザビリティを重視しつつ他のブラウザとの操作性を統一するために、ユーザーインターフェイスの改良が施され、キーボードによるナビゲーションの改良やスクリーンリーダーへの対応もなされた。
プラグイン
NetscapeやFirefoxの使用しているNPAPIと互換性があり（拡張機能ではない）、Adobe Flash PlayerやAdobe Readerなどは、Netscape用のものを共通に使用できる。Operaよりも先にFirefoxなどがインストールされていた場合、Operaのインストール時に自動的にその既存ブラウザのプラグインフォルダを検出し、Operaで使うプラグインフォルダとして加える。このため、ユーザはFirefox用にインストールしたプラグインを、Opera用に改めてインストールする必要なく利用が可能である。
ただし、GoogleやYahoo! JAPANなどのツールバーをはじめとする、特定のブラウザを対象とした拡張ソフトウェアは、Operaでは利用できない。
コンテンツブロック
バージョン9.0で実装。他のブラウザでは拡張機能やProxomitronなどを必要とするインターネット広告の除去がOpera本体だけで可能である。簡単な操作で特定の画像やFlashなどを非表示にでき、URLにワイルドカードを用いることもできる。応用としてページが呼び出すJavaScriptファイルをブロックしてテキスト広告などを除去することも可能である。
Opera Link
バージョン9.5で実装。ブックマークとメモ、スピードダイヤル、パーソナルバーの同期機能。My Opera Communityのアカウントに情報を蓄積するため、ユーザー登録を行わなければ利用できない。
Opera Dragonfly（オペラ・ドラゴンフライ）
バージョン9.5ベータ版2以降に同梱されているWeb開発兼デバッグツール。2008年5月6日にリリースされた。ソースコードは、BSD Licenseの元で公開されている。
Opera Turbo
低速回線向けの表示高速化技術。Webページを表示する前にOperaのサーバーを経由してデータ圧縮することでダウンロードサイズを減らし、Flashなどのマルチメディアはクリックしなければ読み込まれないようにされている。ただし画像は再圧縮されるため画質が著しく低下する。2009年にこの機能を搭載したテスト版が公開され、バージョン10より正式に実装された。
Opera Unite
簡易サーバー機能で、直接Operaをインストールしたコンピューターからファイル共有を可能にする。音楽のストリーミング、フォトギャラリー、ファイルやフォルダの共有、チャット、ウェブページの公開をOperaブラウザで直接行うことができる。2009年にこの機能を搭載したテスト版が公開され、バージョン10.10より正式に実装された。2012年4月、拡張機能の開発に注力するためウィジェットおよびOpera Uniteを段階的に廃止することを発表。
スタンドアローンインストール
バージョン11よりインストールオプションから選択できる。これを使えばシステムに変更を加えることなくUSBメモリなどへインストールすることが可能となっている。

#### 非公式版
USBメモリなどに導入し、自分のパソコン以外でもポータブルアプリケーションとしてOperaを利用できるよう、機能の一部の変更や削除がされているOpera@USBやOpera Portableなどのソフトウェアが有志の手により非公式に提供されている（ただし、前述の通り正式版でもバージョン11からはスタンドアローンインストールが可能）。Opera本体に追随する形で開発が進められるが、非公式であるためバージョンアップの提供はOpera公式版よりも幾分遅れるようになっている。

### バージョン15以降（Chromiumベース）
2013年2月13日、Opera Software ASAはレンダリングエンジンとしてのPrestoの開発とOpera Browserでの使用を終了し、今後のリリースにおいてはOpera BrowserをChromiumベースで作り直し、使用するレンダリングエンジンもWebKitに変更すると発表した。しかし、わずか2か月後の4月にGoogleがChromiumのレンダリングエンジンをBlinkに変更することを表明したため、Operaもこれに追随することになった。
Chromiumベースで作り直されたデスクトップ版のOpera 15の最初のベータ版は2013年5月に、最初の安定版は2013年7月にリリースされた（Windows・Macのx86版のみ）。デスクトップ版ではバージョン13および14は欠番となったが、14はごく短期間、WebKitベースのOpera for Androidのバージョン番号として使われた。
新要素には以下のようなものがある。
- スピードダイヤルにグループ化機能などを搭載し、ブックマークを代替する。いったんブックマークを廃止したが、ユーザーの声を受けてバージョン17からQuick Access Bar（ブックマークバー）を復活させた[43]。
- スタッシュ - 後でまとめて読みたいページをストックし、一覧表示する機能
- ディスカバー - おすすめのウェブページをサムネイル形式で自動表示する
- 検索ボックスを廃止し、アドレスフィールドに統合
- 新しい拡張機能のフォーマットを採用。Opera 12以前の拡張機能は使用できない。Google Chromeとは互換性があり簡単な手順で流用が可能。
- Google Chrome、Mozilla Firefoxのような高速リリースサイクルを採用

Opera 12以前に搭載されていた以下のような機能は削除された。
- 外観・マウスジェスチャー・キーボードショートカットなどUIの高度なカスタマイズ
- グループ化・サムネイル表示など高度なタブ機能
- Opera Link
- ユーザースタイルシート
- コンテンツブロック
- 内蔵メールクライアント（独立したソフトウェア「Opera Mail」として分離された）
- BitTorrentクライアント
- スモールスクリーンレンダリング ...など多数

一部の機能は今後再実装する計画がある。Opera Linkは削除されたが、同等の機能がOpera 28以降利用可能となった。

### スナップショット / Opera Next / Opera Developer
2006年2月13日以降リリースされている評価版はスナップショット (Snapshot) と呼ばれる。以前はWeekly Buildと呼ばれ、毎週金曜日にリリースされていた。機能の改善などを目的にテストリリースされている。何よりも最新のプログラムコードで書かれたバージョンである反面、バグなどのチェックは全く行われていないアルファ版に当たるため、オペレーティングシステムなどに悪影響を及ぼす可能性もある。初心者や一般ユーザーは使用すべきでない。
2011年5月にリリースされたバージョン11.50のアルファ版から「Opera Next」と呼ばれる新しい評価システムが導入された。従来も複数のバージョンを別々にインストールすることは可能であったが、Opera Nextはロゴやボタンの色が変更され、安定版 (Stable) との区別がつけやすくなっている。

Opera Nextはベータ版やリリース候補版にあたり、Opera Nextでバグの少ないバージョンがそのまま安定版としてリリースされることもある（その場合、ロゴやボタンの色は正式版のものに変更される）。

従来のアルファ版に当たるものは「Opera Labs」と呼ばれるようになった。Opera Labsは「Opera browser」公式ページから直接ダウンロードリンクされておらず、12.00 alpha以前は英語版のみだった。
2013年のOpera 15以降では、安定版・Opera Next・Opera Developerの3段階でリリースする方針となった。Opera Developerは安定版ともOpera Nextとも異なるロゴやボタンの色が使用される。

## モバイル版 / デバイス組み込み分野
モバイル向けにリリースされているOperaには、Opera MobileとOpera Miniがある。
両者の大きな違いは、サイトのレンダリング方法である。Opera Mobileは、デスクトップ版のレンダリングエンジンを純粋に移植した、ネイティブで動作するフルブラウザだが、これに対しOpera MiniはJavaベースで動作し、また自前でのレンダリングエンジンを持たない。Opera Miniでは、あらかじめOperaのサーバ側でサイトのレンダリング処理を行い、圧縮を行った上で端末に転送している（どちらでも前述のスモール・スクリーン・レンダリングが適用できる）。
このため、「レンダリングエンジンを搭載しているため（Opera Miniに比して）ハイスペックが要求されるが、豊かな表現力・自由度を持つOpera Mobile」と、「細かいカスタマイズはできないが、軽快に動作するOpera Mini」という違いがある。
具体的には、Opera MobileではJavaScript・HTML5・Flashが活用できるのに対し、Opera MiniではJavaScriptに一部制限があり、HTML5・Flashには対応しない。その代わり、Opera Miniではレンダリング結果自体の圧縮により、Webページの圧縮率は最大10%を謳っている。Opera Mobileではデスクトップ版と同様のOpera Turbo（前述）を利用できるものの、圧縮率は最大80%に留まる、など。
対応する機種も異なる。Opera Mobileは、デバイスにプリインストールされているもの以外ではAndroid、S60、Windows Mobileを搭載したスマートフォン・タブレットで利用可能である。Opera Miniでは前記のものに加え、Java MEの実行ファイル（JAR形式）として入手できるほか、iOS（iPhone・iPadなど）、BlackBerry向けのバージョンがある。Opera Miniについては、Java MEを搭載していれば一部フィーチャーフォンでも利用可能である。
日本では2004年5月に、DDIポケット（現ウィルコム）のAIR-EDGE PHONE端末・AH-K3001V（京セラ製）に、国内で発売される携帯電話・PHSとしては初めてOpera Mobileが搭載されたほか、同年12月にはau (KDDI) のCDMA 1X WIN端末・W21CAにPCサイトビューアーという名称で同じくOpera Mobileが採用されており、以後日本の携帯電話・PHSにフルブラウザが搭載されるきっかけを作った。ただし、SHA-2に対応できなかったため、2016年に入る時期の前後には、暗号化証明書の必要なサイトに順次接続不可となる不具合を催すことになった。
さらに、Operaの技術をベースに、既存のWeb関連技術やAjaxなどを利用して、モバイル環境のネイティブなソフトウェアとオンラインコンテンツを統合可能にする、「Opera Platform」というアプリケーションプラットフォームの提供をはじめている。
モバイル向け分野のほかにセットトップボックスやカーナビゲーションシステムなどの各種デバイス組み込み分野でもOperaの開発が行われている。中でも任天堂の携帯ゲーム機「ニンテンドーDS」向けに、Operaをベースとして独自の改良を加えた「ニンテンドーDSブラウザー」が2006年7月より発売されており、ニンテンドーDSiにはニンテンドーDSiブラウザー、同じく任天堂の据え置きゲーム機「Wii」向けにもインターネットチャンネルの名でOperaが提供されている。また、東芝製液晶テレビ「CELL REGZA」でもWebブラウザとして使用されている。
2013年、Android向けのOpera MobileとOpera Miniが統合され、「Opera for Android」となった。最初のβ版が2013年3月に公開され、レイアウトエンジンをPrestoからWebKitに切り替えた最初の製品となった。従来のOpera Mobile・Opera Miniもダウンロード可能である。

## 普及率
デスクトップ版の世界におけるシェアに関しては、W3Counterの調査（2008年2月）では1.07%、Net Applicationsの調査（同月）では0.69%、W3Schoolsの調査（2008年1月）では1.4%である。IE (60-70%) 、Firefox (20-25%) 、Safari (3-5%) の後塵を拝しており、2008年9月2日にベータ版が公開されたGoogle Chromeは既にSafariと同程度のシェアを安定して獲得していたことから、Opera (0.6-1.0%) の普及率は高いとは言えない。
また、StatCounterが公表している2009年1月から2010年1月までの統計によると、先進国と比べ古いコンピュータが多いとされる中央アジア圏や東ヨーロッパ圏、ロシア語圏では40%近いシェアを獲得するに至っていた。ただし、これらの地域はコンピュータ自体の普及率が低いため、全世界シェアへの影響は小さいものとなっている。
モバイル/タブレットの世界におけるシェアは、スマートフォンが普及し始めた2010年前後は非常に高かったが、その後は減少傾向にある。

## ライセンス
もともとは、他の一般的なブラウザとは異なりフリーウェアではなかった。無期限・無料で使用するために画面内への広告を表示する必要があった。この広告表示を消すためにはライセンス登録が必要であったが、2005年9月20日から配布が開始されたVer.8.50からは広告表示が無くなり、ライセンス登録も不要となり、さらには一部Opera購入者に対して返金することとなった（その代わりに年額を払う事で提供される有償サポートが始まった）。

### 無料ライセンス
ライセンスが有償であった時代に、何度かライセンスが無料で提供されている。ひとつはOpera Affiliates（オペラアフィリエイト）。登録ユーザーが自身のウェブサイトやブログでバナー広告によるOperaの宣伝を行い、250のリファラーを得れば無償でライセンスが付与されるというもの。また、Opera10周年記念パーティーをインターネット上で開催した際にも、ユーザーへ無償でライセンスが提供されていた。無償で取得したライセンスは有償版と同等の意味を持ち、ブラウザ画面の広告も消去されるようになっていた。

## 日本語版について
まだ日本語版が存在しなかったころのOperaで日本語のWebページを表示させると、画面横幅より長い文字列の折返しに対応していなかったため、横スクロールさせないと全文を読むことができなかった（日本語には欧文のように半角スペースが入らないため）。そこで一部の熱狂的な日本のユーザーグループが画面表示の日本語化を試み、その結果が反映されて現在の公式日本語版ができた。その後、株式会社トランスウエアが代理店となり有償使用ライセンスの販売・サポートを開始、2004年5月には株式会社ライブドアが日本国内におけるデスクトップ版ソフトウェアの独占販売権を取得した。これに関してはトランスウエアが販売権移譲において不法行為があったとしてライブドア・Opera Software両社を提訴している。また2005年にはOpera Software ASAが日本オフィスを開設、無料化以降はサポート体制がライブドアから同日本オフィスに移管されている。

## 名称の由来
社名でもあるOperaという名称は、短く世界に通用しやすい、マルチメディア機能を備えているなどの理由から付けられている。また、この言葉はOperationなど “Opera” と付くほかの言葉の意味なども込められており苦労を伴う開発作業を意味することともなる。

## プリインストールされているバージョン
Opera がプリインストールされている主な機器と Opera のバージョンを以下に示す。
なお、SHA-2には9.5以降のバージョンが要求されるため、それ以前のバージョンの利用には、2016年に入る前後の時期から、暗号化証明書の必要なサイトに接続することが順次できなくなる。

### Opera Mobile
for Windows Mobile
SHARP
- W-ZERO3 WS003SH / WS004SH : 8.60（公式サイトからダウンロード）
- W-ZERO3[es] WS007SH : 8.70
- Advanced / W-ZERO3[es] WS011SH : 8.70
- WILLCOM 03 WS020SH : 9.50
- EM・ONE S01SH : 8.65

TOSHIBA
- SoftBank X01T : 8.65

HTC
- E30HT / Touch Diamond (S21HT) / SoftBank X05HT : 9.50

for BREW
CASIO
- W21CA / W31CA / W41CA : 7.60
- W42CA : 8.00
- W43CA : 8.50
- W51CA / W52CA / W53CA / W61CA / W63CA / CA001 / CA002 / CA004 : 8.60
- CA003 / CA005 : 9.50

TOSHIBA
- W31T / W32T / W43T : 7.60
- W44T / TiMO (W44T II) / LEXUS (W44T III)  : 8.00
- W45T / DRAPE (W46T) / W47T : 8.50
- W51T / W52T / W53T / W54T / W55T / W56T / W61T / W62T / W64T / W65T / Sportio / T001 : 8.60
- E08T / biblio / T002 / PLY / T003 : 9.50

HITACHI
- W32H / W41H : 7.60
- W42H : 8.00
- W43H / H II : 8.50
- W51H / W52H / W53H / W61H / W62H / W63H / H001 / Mobile Hi-Vision CAM Wooo : 8.60
- besKey : 9.50

Sony Ericsson
- W41S : 7.60
- W42S : 8.00
- W43S / W44S : 8.50
- W51S / W52S / W53S / W54S / W61S / W62S / W64S / Xmini / Premier3 / S001 / G9 / S002 / U1 / URBANO BARONE : 8.60
- S003 / S004 : 9.50

SANYO (Osaka)・SANYO (Tottori)
- W33SA II : 8.00
- W42SA / W43SA : 8.50
- W51SA / W52SA / W53SA / W54SA / INFOBAR2 (W55SA) / W61SA / W62SA / W64SA : 8.60
- SA001 / SA002 : 9.50

KYOCERA
- W43K / W44K / W44K II : 8.50
- W51K / MEDIA SKIN (W52K) / W53K / W61K / K002 : 8.60

SHARP
- W41SH : 8.00
- W51SH / W52SH / W61SH / W62SH / URBANO / SH001 / Sportio water beat / SH002 / SH004 : 8.60
- SH003 / SH005 / SH006 : 9.50

Panasonic
- W51P : 8.50
- W52P / W61P / W62P : 8.60

PANTECH
- W61PT : 8.60

for Linux Qtopia PDA Edition
Sharp Zaurus : 7.55

for μITRON
KYOCERA
- AH-K3001V : 7.0
- AH-K3002V : 7.0
- WX300K : 7.0
- WX310K : 7.0
- WX320K : 7.0 / 7.2EX
- WX320KR : 7.2EX
- WX330K : 7.2EX
- HONEY BEE (WX331K) : 7.2EX

for UIQ
- Sony Ericsson P800 / P900 / P910 : 6.31
- Motorola A1000 / A920 / A925
- FOMA M1000 : 7.5

for S60
- Nokia 3650 / 66x0 / 76x0 / N-Gage : 6.20
- Siemens SX1 : 6.20
- Samsung D710 : 6.20
- Panasonic X700 : 6.20
- Sendo X : 6.20
- Psion : 5.14

### Opera Devices
- for ニンテンドーDS
  - ニンテンドーDSブラウザー：8.50（オンライン、店頭での有料販売）
- for ニンテンドーDSi
  - ニンテンドーDSiブラウザー：9.50（オンラインの無料配信）
- for Wii
  - インターネットチャンネル：9.30（オンラインの無料配信）[注 5]
- for SONY mylo
- for SONY VGF-CP1
- for GyaO NEXT用セットボックス[62]

## 歴史
注: 特に説明がない限りデスクトップ版（4.x以前はWindows版のみ）のバージョンを表す。

### 1995年
- MultiTorg Opera 1.0 リリース
  - 既にMDIインターフェイスを備えていた
  - 一般向けには公開されず

### 1996年
- Opera 2.0 リリース
  - シェアウェアとして一般向けに公開
- Opera 2.1 リリース
  - ズーム機能を実装
  - セッション機能を実装
  - HTML 3.0 のサポート

### 1997年
- Opera 3.0 リリース
  - JavaScriptに対応
  - SSLのサポート
  - ポップアップブロックの実装

### 1998年
- Opera 3.5 リリース
  - Elektraエンジン搭載
  - CSSサポート
  - TLS 1.0 サポート
  - ダウンロードマネージャーを実装

### 2000年
- Opera 4.0 リリース
  - タブブラウジング機能を実装
  - 印刷プレビューを実装
  - SSL 2、3、CSS2、XML、HTML 4.0、HTTP 1.1、ECMAScript、JavaScript 1.3をサポート
  - メール、ニュースクライアントを搭載
- EPOC（現Symbian OS）向けOpera 3.62 リリース[63]
  - Windows版以外は初登場。モバイル分野に進出
- Opera 5.0 リリース
  - 広告を常に表示することで無償で利用できるようになった
  - ICQ互換チャットクライアントを実装
  - Mac OS・Linux・BeOS版などが順次登場

### 2001年
- Opera 5.1 リリース
  - マウスジェスチャーを実装
  - マウスボタンをカスタマイズ出来るようになった
- Opera 6.0 リリース
  - Unicode対応となり、日本語で利用可能となった
  - 新たにSDI方式をサポート。MDI方式と切り替え可能に
  - スキンに対応
  - スモールスクリーンレンダリングを実装
  - PNGのアルファチャネルに対応

### 2002年
- 初の正式な日本語版6.03がリリース。トランスウエアが販売
- WAP・iモードに対応した携帯電話向けブラウザを発表[64]
- Linuxに付属された[65]。

### 2003年
- Opera 7.0 リリース
  - 日本語版Windows 95のサポート終了
  - Elektraエンジンに代わり、一から開発し直したPrestoエンジンを搭載
  - 新たなメール・ニュースクライアントM2を搭載
  - DOMサポート
  - MDIとSDIをより自由に使い分け可能に
- MSNのブラウザ締め出しに抗議するBork Edition（一種のジョークソフト）をリリース[66]
- Opera 7.1 リリース
  - 戻る・進むボタンを拡張したRewind・Fast Forwardボタンを実装
  - メモ機能を実装
  - Wand（自動パスワード入力マネージャ）を実装
- Opera 7.2 リリース
  - 右から左へ表示する言語（アラビア語など）に対応

### 2004年
- Opera 7.3 リリース
  - 1st IBM Websphere Multimodal extension ツールキットの一部としてリリースされた
  - ボイス機能を実装
- Opera 7.5 リリース
  - インターフェースを大幅に変更
  - RSSリーダー・IRCクライアント搭載
- 日本での販売元がトランスウエアからライブドアに移行

### 2005年
- Opera 8.0 リリース
  - タブを悪用した脆弱性に対処し仕様を変更
  - SVG Tinyサポート
  - Linux・Mac OS版がWindows版とほぼ同時にバージョンアップするようになる
- Opera Mini リリース
- Opera 8.5 リリース
  - このバージョンから広告をなくし、完全無償化

### 2006年
- Weekly Build (Snapshot) 開始
- Opera 9.0 リリース
  - BitTorrentクライアント機能
  - ウィジェット機能
  - ドメイン別セキュリティ設定
  - Mac版がUniversal Binaryに対応[67]
- Opera 9.10 リリース
  - フィッシング詐欺対策機能

### 2007年
- 4月11日 Opera 9.20 リリース
  - よく行くサイトを空白ページに表示するスピードダイヤル機能

### 2008年
- 3月27日 内部buildで不完全ながらAcid3にてスコア100達成と発表[68]（ただし9.50正式版は83点）
- 6月12日 Opera 9.50 リリース
  - 開発コードネームは “Kestrel”（チョウゲンボウ）
  - 他のPCのOperaやOpera miniとのブックマーク・スピードダイヤル等の同期機能 (Opera Link)
  - 履歴からの全文検索機能
  - 7.5以来使われていたデフォルトのスキンが変更された（ただし旧バージョン互換スキンがOpera Communityで提供されている）
  - キーボードショートカットが他のブラウザに近づけて変更された（ただし旧バージョン互換設定ファイルがプリインストールされている）
  - スクリーンリーダーのサポート（WindowsにおけるMicrosoft Active Accessibility APIや、Mac OS XにおけるAccessibility APIに対応した）
- 10月8日 Opera 9.60 リリース
  - 旧バージョンと比べての高速化を実施
  - ニュースフィードのプレビュー機能を追加
  - Opera Mailに低速回線モード、優先順位づけ機能を追加
  - Opera Linkの機能を向上

### 2009年
- 9月1日 Opera 10.00 リリース
  - 開発コードネームは “Peregrine”（ハヤブサ）
  - Opera Turboの実装
  - タブにサムネイルを表示できるようになった
  - スピードダイヤルをGUIでカスタマイズ出来るようになった
  - Webフォント、RGBA / HSLAをサポート
  - Acid3にてスコア100を達成
- 11月23日 Opera 10.10 リリース
  - Opera Uniteを実装

### 2010年
- 3月2日 Opera 10.50 リリース
  - Windows版のみリリース
  - レンダリングエンジン、JavaScriptエンジンの改良による高速化。JavaScriptエンジンにJITコンパイラの搭載。
  - プライベートブラウジングを実装
  - 新描画エンジン「Vega」を実装しUIのアニメーション等がスムーズに
  - HTML5
    - video・audio要素に対応
    - canvas要素に対する文字描画対応
    - WebStorage対応
    - Web SQL Database対応

  - CSS3
    - border-radius 対応
    - トランスフォームとトランジション対応

  - VistaとWindows 7のAeroに対応[69]
  - ブラウザウィンドウが起動していなくてもウィジェットを実行可能に
- 4月27日 Opera 10.52 リリース
  - Windows版およびMac OS X版のみリリース
  - Mac OS X版はCocoaアプリケーションに
  - Solaris のサポートを廃止[70]
- 7月1日 Opera 10.60 リリース
  - 検索キーワードの候補表示に対応
  - JavaScriptの処理速度を50%向上
  - HTML5
    - 動画フォーマットWebMに対応
    - 位置情報の通知に対応
    - オフラインウェブアプリケーションに対応
- 8月12日 Opera 10.61 リリース
  - 「Fraud Protection」を「Fraud and Malware Protection」へ名称変更
- 9月9日 Opera 10.62 リリース
- 10月12日 Opera 10.63 リリース
  - セキュリティホールとバグの修正
- 12月16日 Opera 11.00 リリース
  - Windows 9x系のサポート終了
  - 拡張機能が利用可能になる
  - ウェブアドレスの「?」以降を入力時以外は省略して表示するようになった
  - タブ機能の強化
    - ロックされたタブが自動的に縮小され、左側に寄せられるようになった
    - 複数のタブをグループ化するタブスタッキング機能
    - 一部のページの表示が崩れる問題が発生

### 2011年
- 4月12日 Opera 11.10 リリース
  - 開発コードネームは “Barracuda”（カマス）
  - スピードダイヤルの仕様を大幅に変更
  - WebPに対応。Opera TurboではWebPによる画像再圧縮でパフォーマンスを強化
  - SOCKS 5に対応
  - HTMLレンダリングエンジンを更新
  - HTML5・CSS対応を強化
  - プラグインのインストールを容易に
- 5月3日 新しい評価システムとしてOpera Nextを導入
- 6月28日 Opera 11.50 リリース
  - 開発コードネームは “Swordfish”（メカジキ）
  - スピードダイヤルに拡張機能を配置出来るようになった
  - Opera Linkでログイン情報を同期できるようになった
  - HTML5の対応を強化
- 12月6日 Opera 11.60 リリース
  - 開発コードネームは “Tunny”（マグロ）
  - メールクライアントのユーザーインターフェイスを一新
  - ECMAScript 5.1をサポート
  - HTML5の構文解析アルゴリズムRagnarokを搭載
  - HTML5の対応を強化

### 2012年
- 6月14日 Opera 12.00 リリース[71]
  - 開発コードネームは “Wahoo”（カマスサワラ）
  - Windows・Mac OS Xの64bit版を追加
  - GPUアクセラレーション・WebGLを試験的に実装（デフォルトでは無効）
  - Out Of Process Plugin（プラグインを別のプロセスで実行する）
  - HTML5のドラッグ&ドロップ、CSS3、Do Not Track（トラッキング防止）などのWeb標準に対応
  - Opera Widgets・Opera Unite・Opera Voiceを将来の廃止に向けデフォルトでは無効に
  - スキンに代わるテーマを導入
  - 拡張機能を強化
- 8月2日 Opera 12.01 リリース[72]
  - Windowsにおいて、アドレスバー左のD&Dからフォルダ上へのURLショートカット作成が可能に
- 8月30日 Opera 12.02 リリース
- 11月6日 Opera 12.10 リリース
  - Windows 2000 向けのサポート終了
- 12月18日 Opera 12.12 リリース

### 2013年
- 1月30日 Opera 12.13 リリース - 2月4日、強制終了が繰り返される不具合の為、最新版を12.12に差し戻す。
- 2月5日 Opera 12.14 リリース - 12.13の不具合を修正したもの。
- 2月13日 今後リリースするOpera BrowserのレンダリングエンジンをWebkitに変更すると発表[37][38][39]。
- 4月3日 Opera 12.15 リリース - 12.14の不具合を修正したもの。
- 5月21日 Opera 14 for Android リリース - Chromium 26 (WebKit) ベース。
- 7月2日 Opera 15 リリース - Chromium 28 ベースで、初めてのBlink搭載ブラウザ。これ以降、バージョン番号が13ずれた形で、Chromium のバージョンアップとそろえるようになる。Chrome の beta channel は Opera は next stream という名称で、Chrome の dev channel は Opera は developer stream という名称で配布。
- 7月4日 Opera 12.16 リリース - 12.15の不具合を修正したもの。
- 8月27日 Opera 16 リリース
- 9月9日 Coast リリース。iPad 用のウェブブラウザ。Apple App Store では iOS 内蔵以外のレンダリングエンジンは使用してはいけないという規約があり、Coast のレンダリングエンジンは iOS 標準の WebKit。
- 10月7日 Opera 17 リリース
- 11月19日 Opera 18 リリース

### 2014年
- 1月28日 Opera 19 リリース
- 3月4日 Opera 20 リリース
- 4月23日 Opera 12.17 リリース（Windows版のみ） - 12.16のWindows版のみに起こる不具合を修正したもの。
- 5月6日 Opera 21 リリース
- 6月3日 Opera 22 リリース - 自動アップデートを搭載[73]
- 7月22日 Opera 23 リリース
- 9月2日 Opera 24 リリース - タブプレビュー機能を搭載[74]
- 10月15日 Opera 25 リリース - ビジュアルブックマークの仕様をリニューアルした
- 12月3日 Opera 26 リリース - ブックマークの共有ができるようになった[75]。

### 2015年
- 1月27日 Opera 27 リリース - ナビゲーションパネルとタブメニューの導入[76]。
- 3月10日 Opera 28 リリース - スマートフォンやタブレット版のOperaとのブックマーク同期が出来るようになった（Opera Linkの復活）[45]。
- 4月28日 Opera 29 リリース[77]
  - スタートページとスピードダイアルのデザインを変更した。
  - スタートページから直接履歴を見ることができるようになった。
  - 他デバイス版のOperaとタブ同期が出来るようになった。
  - 音声が鳴っているタブがタブバーから一目でわかるようになった。
  - キーボードショートカットをカスタマイズできるようになった。
  - 一部マウスジェスチャーを追加した。
- 6月9日 Opera 30 リリース[78]
  - サイドバーを実装した。
  - タブプレビュー機能を追加した。
  - ブックマークマネージャーを改善した。
- 8月4日 Opera 31 リリース[79]
  - Widevine DRMに対応した。
  - デバイス間で閲覧履歴を同期できるようになった。
  - ディスカバーのレイアウトを変更した。
- 9月15日 Opera 32 リリース[80]
  - スピードダイアルにアニメーションテーマが利用できるようになった。
  - デバイス間でパスワードを同期できるようになった。
  - ブックマークマネージャーを改善した。
- 10月27日 Opera 33 リリース[81][82]
  - ブランドロゴを刷新した。
  - 第2世代のOpera Turboを搭載した。
  - Web Audio APIを独自コーデックで対応した。
  - ハンドラを管理できるようになった。
- 12月8日 Opera 34 リリース
  - Chromium 45エンジン採用によりJavaのサポートを停止

### 2016年
- 2月2日 Opera 35 リリース
  - タブごとに音声再生をミュートできるようになった
  - ダウンロード管理の改善
  - カスタマイズ機能の搭載
- 2月16日 Opera 12.18 リリース
  - 対応できる暗号化モードを増やし、セキュリティの向上を行う。
- 3月15日 Opera 36 リリース
  - スタートページの刷新
  - Windows 10向けのUIデザイン変更
- 5月4日 Opera 37 リリース
  - レンダリングエンジンの変更
  - 広告ブロック機能をブラウザー本体に統合
  - HTML5 videoに対応したビデオポップアウト機能の搭載
  - Windows XP/Vista向けのサポート終了（セキュリティと安定性に関わる修正は継続）
- 6月8日 Opera 38 リリース
- 8月2日 Opera 39 リリース
- 9月20日 Opera 40 リリース
- 10月25日 Opera 41 リリース
- 12月13日 Opera 42 リリース

### 2017年
- 2月7日 Opera 43 リリース
- 3月21日 Opera 44 リリース
- 5月10日 Opera 45 リリース
- 6月22日 Opera 46 リリース
- 8月9日 Opera 47 リリース
- 9月27日 Opera 48 リリース
- 11月8日 Opera 49 リリース

### 2018年
- 1月4日 Opera 50 リリース
- 2月7日 Opera 51 リリース
- 3月22日 Opera 52 リリース
- 5月10日 Opera 53 リリース
- 6月28日 Opera 54 リリース
- 8月16日 Opera 55 リリース
- 9月25日 Opera 56 リリース
- 11月28日 Opera 57 リリース

### 2019年
- 1月29日 Opera 58 リリース
- 2月12日 Opera 59 リリース
- 4月9日 Opera 60 リリース
- 6月27日 Opera 62 リリース